# Vladimir (Oblast' di Vladimir)
Vladímir (in russo Влади́мир?; in antico slavo orientale Володимѣрь, Volodiměrʾ) è una città della Russia europea centrale, situata 190 km a nordest di Mosca sulle sponde del fiume Kljaz'ma; è il capoluogo dell'omonima oblast'.

## Storia
Vladimir è una delle città più antiche della Russia, essendo stata fondata nell'anno 1108 da Vladimiro il Monomaco (1053-1125); fino alla metà del XII secolo fu una votčina del principe Andrej Bogoljubskij, mentre dal 1157 passò sotto il principato di Vladimir-Suzdal'. La città fu capitale della Russia dal 1169 al 1238, allorquando cadde sotto il giogo mongolo; continuò tuttavia ad essere considerata capitale dello Stato russo fino al XIV secolo, quando questo ruolo passò alla città di Mosca. Tuttavia, fino al 1431 i principi russi venivano incoronati a Vladimir.
Entrò in seguito nell'orbita della Moscovia, in seguito all'affermazione di quest'ultima come centro dello Stato russo, mentre successivamente seguì le sorti dell'Impero russo; divenne nel 1796 il capoluogo dell'omonimo governatorato, mentre dal 1944 fu capoluogo della oblast' (regione) omonima.

## Cultura
La città, dove si trovano antichi e importanti edifici religiosi e civili, è meta di un turismo nazionale e internazionale (fa infatti parte del cosiddetto Anello d'oro). È stata dichiarata dall'UNESCO patrimonio dell'umanità per la presenza sul territorio dei Monumenti bianchi di Vladimir e Suzdal'; degne di nota sono anche le cattedrali Uspenskij (1158-1160) e Dmitrievskij (1194-1197) e la Porta d'Oro.

## Economia
La città di Vladimir è un centro industriale di rilievo regionale, con stabilimenti chimici, meccanici, automobilistici; è inoltre un importante centro ferroviario, collegato a Mosca, Nižnij Novgorod e Rjazan'.

## Amministrazione

### Gemellaggi
- Anghiari
- Baotze
- Bloomington-Normal
- Campobasso
- Canterbury
- Chongqing
- Jelenia Góra
- Erlangen
- Kerava
- Kărdžali
- Nara
- Saintes
- Sarasota
- Trento
- Ústí nad Labem

## Società

### Evoluzione demografica[2]
Questo grafico non è disponibile a causa di un problema tecnico.
Si prega di non rimuoverlo.

## Galleria d'immagini

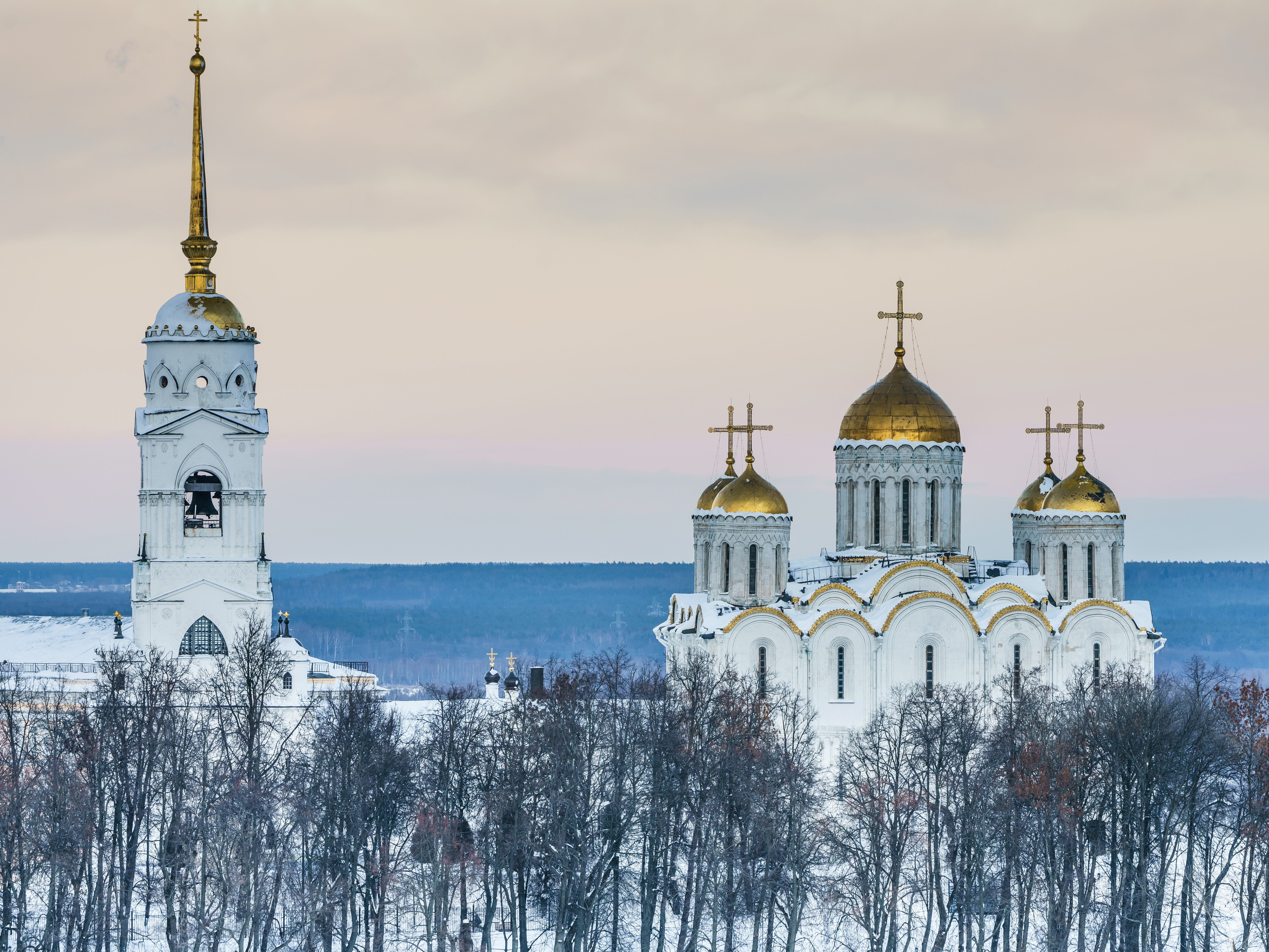
Cattedrale dell'Assunzione.
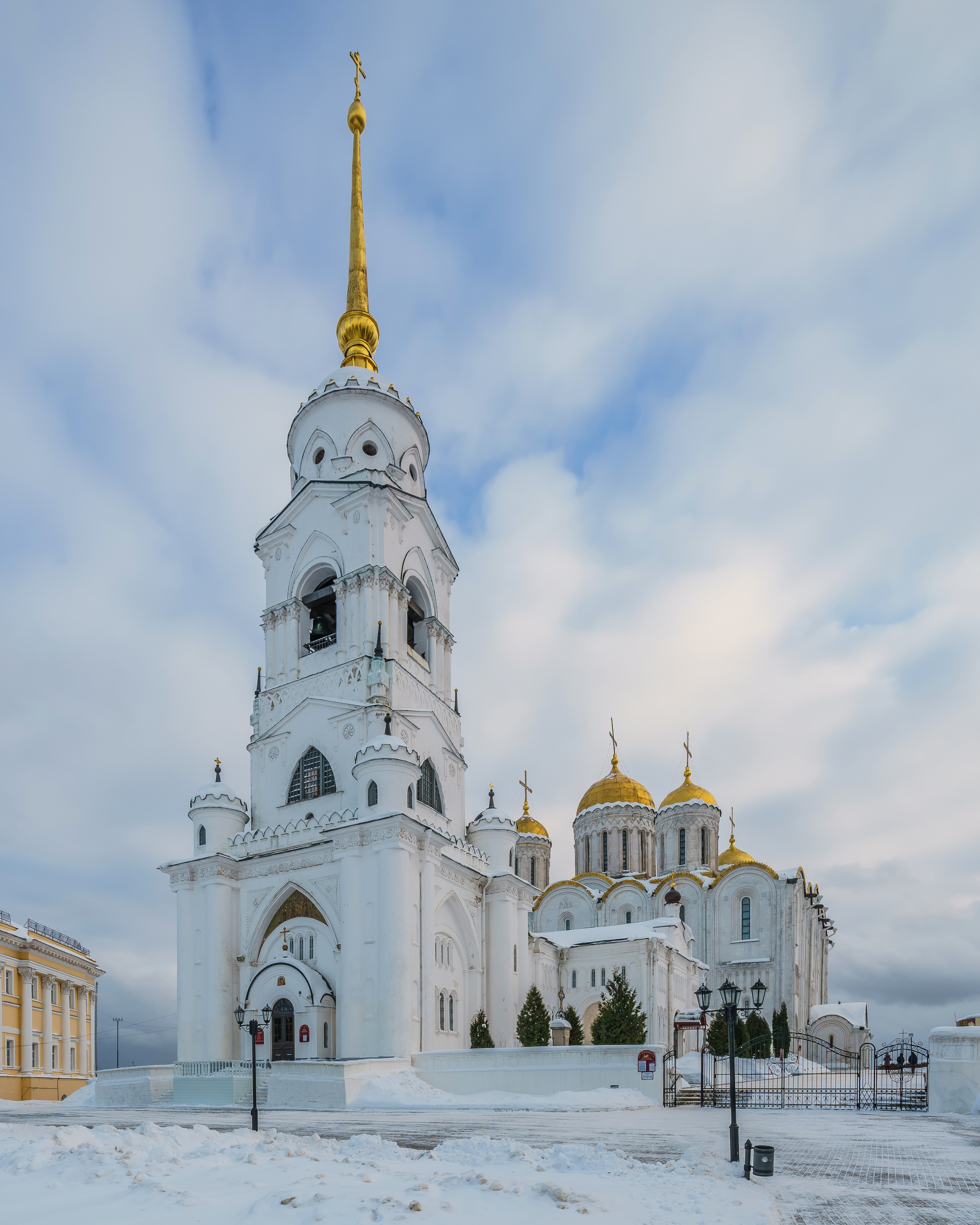
Cattedrale dell'Assunzione.
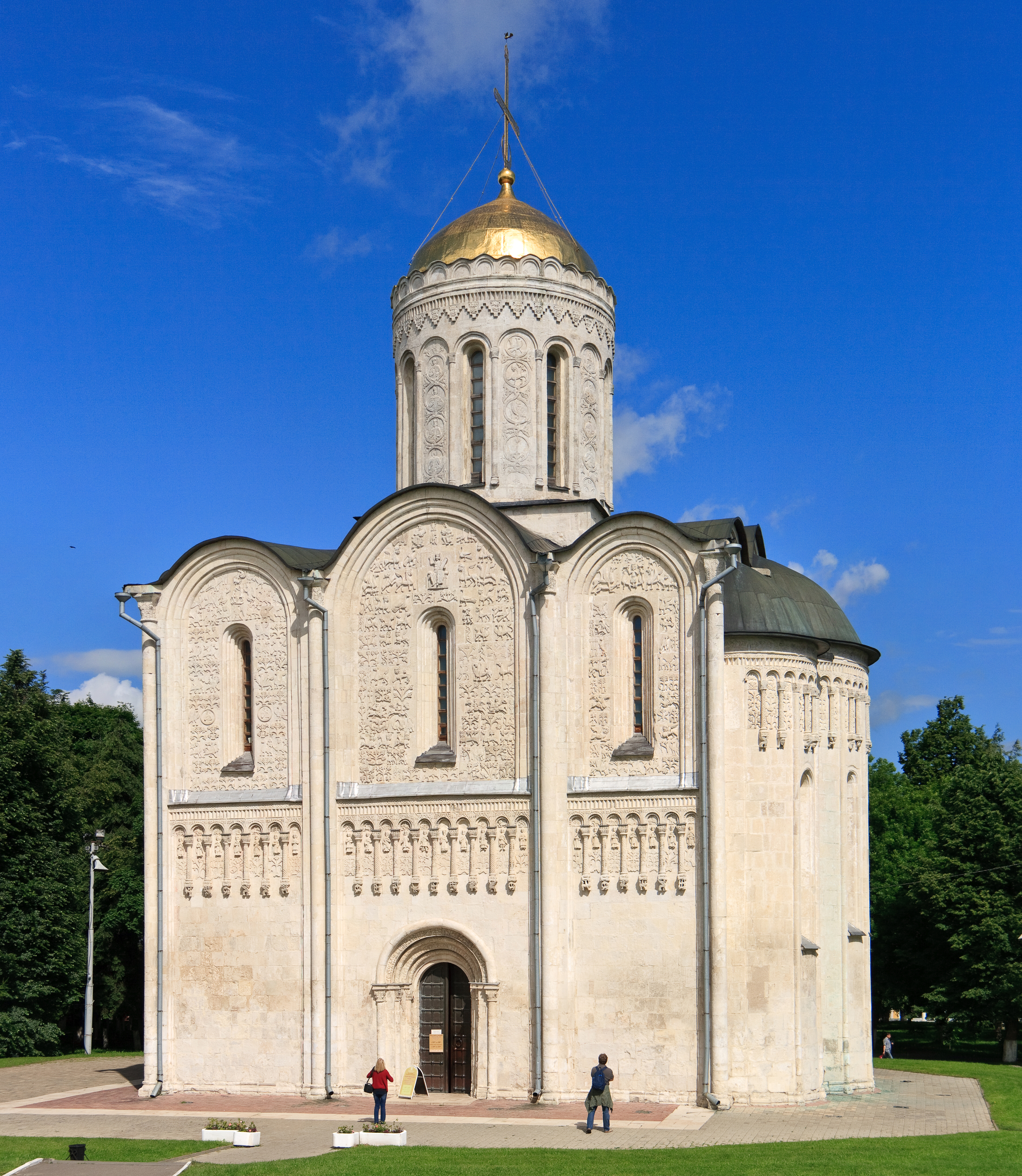
Cattedrale di S. Dmitrij.